# 우한슝
우한슝(중국어 간체자: 吴汉雄, 정체자: 吳漢雄, 병음: Wú Hànxióng, 한자음: 오한웅, 1981년 1월 21일~)은 중화인민공화국의 펜싱 선수로 주 종목은 플뢰레이다.